# Roy Hoornweg
Roy Hoornweg (8 mei 1989) is een Nederlandse atleet, die zich aanvankelijk toelegde op de middellange en lange afstanden op de baan, maar die zich daarnaast de laatste jaren ook heeft gemanifesteerd in de wegatletiek. Hij is tweevoudig Nederlands kampioen en veroverde zeven medailles op Nederlandse kampioenschappen. Hoornweg is lid van atletiekvereniging AV Passaat.

## Loopbaan

### Jeugd
Hoornweg begon met atletiek toen hij zes jaar oud was. Hij beoefende allerlei onderdelen, maar hardlopen was het enige waar hij echt in uitblonk. Vanaf dat moment besloot hij zich te specialiseren. Zeven nationale titels bij de junioren waren het resultaat, op diverse afstanden, variërend van 1500 m tot 5000 m Ook in de duatlon werd hij Nederlands kampioen in 2008.

### Senior
In zijn eerstejaars senior (2009) werd Hoornweg Nederlands kampioen op de 3000 m steeple. Daarna besloot hij om meer de uitdaging op te zoeken, door op andere onderdelen uit te komen. Dit ging met succes. In 2010, tijdens de Nederlandse indoorkampioenschappen, werd Hoornweg tweede op de 3000 m. Een jaar later werd hij tijdens de NK in Amsterdam tweede op de 5000 m en in 2011 nogmaals tweede op de 3000 m tijdens de NK indoor..
Vanaf 2013 liep hij ook afstanden langer dan 5000 m. In 2013 won hij tijdens de NK zilver op de 10.000 m en in 2015 op het Nederlands kampioenschap 10 km op de weg won hij de bronzen medaille. Op de NK van 2015 werd hij Nederlands kampioen op de 10.000 m.

### Wegwedstrijden
In 2013 en 2015 werd Hoornweg vijfde in de Groet Uit Schoorl Run over een afstand van 10 km. In 2015 werd hij de tweede Nederlander (10e overall) tijdens de Zevenheuvelenloop in een tijd van 44.59. Tijdens de 4 mijl van Groningen finishe hij eveneens als tweede Nederlander (8e overall).

### Wereldrecordpoging
Op 16 september 2022 deed Hoornweg een poging om het wereldrecord marathonlopen op de loopband te verbeteren. Hiervoor moest hij sneller lopen dan 2:17.56. Na 25 kilometer kreeg hij kramp en moest tempo minderen. Tot overmaat van ramp stopte na bijna 35 kilometer de loopband ermee. Door snel van loopband te wisselen wist hij de volledige marathon alsnog uit te lopen in een tijd van 2:27.40, maar bleef daarmee wel bijna 10 minuten boven het wereldrecord.

## Nederlandse kampioenschappen atletiek
| Onderdeel      | Jaar |
| -------------- | ---- |
| 3000 m steeple | 2009 |
| 10.000 m       | 2015 |

## Persoonlijke records
Baan
| Onderdeel      | Prestatie | Datum            | Plaats         |
| -------------- | --------- | ---------------- | -------------- |
| 800 m          | 1.57,03   | 6 juni 2010      | Den Haag       |
| 1000 m         | 2.30,01   | 11 mei 2013      | Lisse          |
| 1500 m         | 3.49,64   | 22 mei 2010      | Hoorn          |
| 1 Eng. mijl    | 4.14,4    | 23 februari 2016 | Melbourne      |
| 3000 m         | 7.58,72   | 5 juli 2014      | Oordegem       |
| 5000 m         | 13.31,41  | 18 juli 2015     | Heusden-Zolder |
| 10.000 m       | 28.37,39  | 11 april 2015    | Huelva         |
| 3000 m steeple | 9.08,21   | 27 juni 2009     | Uden           |

Weg
| Onderdeel      | Prestatie | Datum            | Plaats              |
| -------------- | --------- | ---------------- | ------------------- |
| 5 km           | 13.57     | 19 juli 2020     | Nijmegen            |
| 10 km          | 28.58     | 8 februari 2015  | Schoorl             |
| 15 km          | 44.45     | 16 november 2014 | Nijmegen            |
| 10 Eng. mijl   | 48.14     | 7 september 2014 | Tilburg             |
| 20 km          | 1:00.57   | 1 maart 2020     | Alphen aan den Rijn |
| halve marathon | 1:03.48   | 10 maart 2024    | Den Haag            |
| marathon       | 2:13.19   | 16 april 2023    | Rotterdam           |

## Palmares

### 3000 m
- 2007: 5e Track Meeting in Breda - 8.30,73
- 2010:  NK indoor - 8.21,89
- 2011:  NK indoor - 8.23,24
- 2012: 5e Gouden Spike - 8.19,11
- 2013:  Harry Schulting Games in Vught - 8.23,12
- 2013:  Hyundai Grand Prix in Brandu - 8.11,61
- 2013:  Memorial Leon Buyle in Oordegem - 8.04,84
- 2014:  Prijzenmeeting in Herentals - 8.12,64
- 2014:  Ter Specke Bokaal - 8.11,56

### 5000 m
- 2008: 4e Tartletos Loopgala in Wageningen - 14.42,22
- 2010:  NK - 14.14,13
- 2011: 4e Nijmegen Global Athletics (B Race) - 13.58,59
- 2012: 5e NK - 14.28,11
- 2012: 4e Nacht van de Atletiek (C Race) - 13.59,66
- 2012:  Internationaal Antwerps Atletiek Gala in Merksem - 14.20,89
- 2013:  iFam Outdoor Meeting- Post Program in Oordegem - 14.28,96
- 2013: 5e EK team - 14.56,27
- 2015: 5e Nacht van de Atletiek (B Race) - 13.31,41
- 2016: 8e NK - 14.32,09
- 2018:  NK - 14.18,77

### 10.000 m
- 2013:  NK - 29.54,60
- 2015: 4e Trofeo Iberico in Huelva - 28.37,39
- 2015:  NK - 29.16,70
- 2016:  NK - 28.57,41

### 3000 m steeple
- 2009:  NK - 9.06,30

### 5 km
- 2012:  Kramp Run in Varsseveld - 14.31
- 2013:  Wijchen - 14.21
- 2013:  Kramp Run in Varsseveld - 14.25
- 2017:  Verkerkloop in Zwijndrecht - 14.45

### 10 km
- 2009: 12e NK in Tilburg - 30.02
- 2012: 5e NK in Utrecht - 29.59
- 2012:  Krakelingenloop in Heukelum - 30.15
- 2013: 5e Groet uit Schoorl Run - 29.23
- 2013: 5e NK in Utrecht - 30.20
- 2014:  Krakelingenloop in Heukelum - 30.05
- 2015:  NK in Schoorl - 28.58
- 2015:  Dwars door Dordt in Dordrecht - 30.23
- 2015:  Wiezo Run in Wierden - 29.54
- 2015:  Bikkelloop in Zuidwolde - 30.39
- 2015:  Zandenplasloop in Nunspeet - 30.15
- 2016: 9e Singelloop Utrecht - 29.34
- 2017: 6e NK in Schoorl - 29.38
- 2018: 12e Singelloop Utrecht - 29.50

### 15 km
- 2010: 17e Zevenheuvelenloop - 46.28
- 2012: 15e Zevenheuvelenloop - 45.42,7
- 2014: 16e Zevenheuvelenloop - 44.44,2
- 2015: 10e Zevenheuvelenloop - 45.00
- 2016: 9e Zevenheuvelenloop - 45.09
- 2021:  15 van Wolphaartsdijk - 46.59
- 2022: 41e Zevenheuvelenloop - 46.18

### 10 Eng. mijl
- 2012: 22e Tilburg Ten Miles - 49.58
- 2016: 12e Tilburg Ten Miles - 48.38

### halve marathon
- 2013: 19e halve marathon van Egmond - 1:05.20
- 2015: 11e halve marathon van Egmond - 1:05.30
- 2017: 10e halve marathon van Egmond - 1:06.25
- 2017: 4e NK te Nijmegen - 1:07.15
- 2019: 6e Bredase Singelloop - 1:04.17
- 2022:  Drechtstadloop in Dordrecht - 1:04.38
- 2023: 6e CPC halve marathon - 1:03.58
- 2023: 4e NK te Breda - 1:04.55
- 2024: 8e City-Pier-City Loop - 1:03.48
- 2025:  halve marathon van Patras (Griekenland) - 1:06.13

### overige afstanden
- 2016: 10e 4 Mijl van Groningen - 18.17 (1e Nederlander)
- 2017: 12e 4 Mijl van Groningen - 19.09
- 2018: 13e 4 Mijl van Groningen - 18.42

### marathon
- 2021: 7e marathon van Hamburg - 2:26.27 (Pacer 1e vrouw)
- 2021: 16e marathon van Rotterdam - 2:16.38 (1e Nederlander)
- 2022: 37e marathon van Amsterdam - 2:23:13 (Pacer 1e vrouw)
- 2023:  NK te Rotterdam 2:13.19
- 2023 22e marathon van Amsterdam - 2:15.03
- 2024: 5e NK te Rotterdam - 2:13.00

### veldlopen
- 2014: 4e Sylvestercross - 35.26
- 2015: 32e EK in Hyères - 31.03
- 2016: 11e Warandeloop (10.000 m) - 30.20